# Tectaria subebenea
Tectaria subebenea är en ormbunkeart som först beskrevs av Hermann Christ och fick sitt nu gällande namn av Carl Frederik Albert Christensen. Tectaria subebenea ingår i släktet Tectaria och familjen Tectariaceae. Inga underarter finns listade.